# West Keal
West Keal – wieś i civil parish w Anglii, w Lincolnshire, w dystrykcie East Lindsey. W 2011 civil parish liczyła 327 mieszkańców. West Keal jest wspomniana w Domesday Book (1086) jako Cale/Westrecale.